# Mega Twins
Mega Twins, appelé Chiki Chiki Boys au Japon, est un jeu vidéo de plates-formes développé et édité par Capcom sur système d'arcade CP System en juillet 1990. Il a été converti sur Atari ST, Amiga, Mega Drive, PC-Engine Super CD-ROM², PlayStation 2, Xbox et PlayStation Portable,.

## Description
Des sprites de chiki chiki boys seraient présents dans sonic 2. Il semblerait que la première cartouche beta de sonic 2 aurait servi pour la beta de chiki chiki boys auparavant…[réf. nécessaire]

## Système de jeu
Mega Twins intègre quelques ingrédients de RPG.[réf. nécessaire]

## Portages
- Atari ST : 1991, adapté par Twilight Production
- Amiga : 1991, adapté par Twilight Production
- Mega Drive : 1993, Chiki Chiki Boys adapté par Sega
- PC-Engine Super CD-ROM² : 1994 Chiki Chiki Boys (édité par NEC Avenue)
- PlayStation Portable : 2006, dans la compilation Capcom Classics Collection Remixed
- PlayStation 2 : 2006, dans la compilation Capcom Classics Collection Volume 2
- Xbox : 2006, dans la compilation Capcom Classics Collection Volume 2